# Agromyza frontosa
Agromyza frontosa este o specie de muște din genul Agromyza, familia Agromyzidae. A fost descrisă pentru prima dată de Becker în anul 1908.
Este endemică în Insulele Canare. Conform Catalogue of Life specia Agromyza frontosa nu are subspecii cunoscute.